# Шевченко Анатолій Іванович
Анатолій Іванович Шевченко — гетьман всеукраїнської громадської організації «Українське реєстрове козацтво» (УРК), член Ради- Українське козацтво при Президентові України, Заслужений діяч науки і техніки України, член-кореспондент НАН України, доктор технічних наук, доктор богослов'я, професор, ректор Державного університету інформатики і штучного інтелекту, голова наукової ради Науково-дослідного Центру козацтва імені гетьмана Мазепи, голова редакційної колегії всеукраїнської газети «Україна козацька».

## Біографія
Шевченко А. И. народився 17 травня 1948 року в селі Кажани Стародубського району Брянської області, раніше Стародубський полк Гетьманщини . Кадровий офіцер КДБ СРСР і СБ України, полковник. У 2002 році обраний гетьманом Українського реєстрового козацтва. Офіційно запропонував Президентові України та Уряду України національну ідею України — «Бог. Народ. Україна».

## Створення і керівництво Українським реєстровим козацтвом

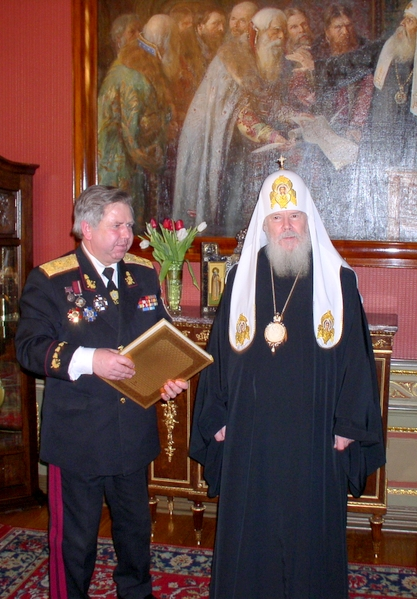
Анатолій Шевченко під час зустрічі з Алексієм ІІ, Москва

У 2002 виступив ініціатором відродження Українського реєстрового козацтва і з цього часу є гетьманом цієї всеукраїнської громадської організації. Член Ради Українського козацтва при Президентові України.

## Ректор університету
У 1997 році був обраний ректором Донецького державного інституту штучного інтелекту, з 2007 року університету. З 2001 року ректор Київського науково — навчального комплексу «Інтелект».

## Політична діяльність
За ініціативою Анатолія Шевченка в 2000 році була створена Всеукраїнська партія духовності і патріотизму (ВПДП). У цьому ж році його було обрано Головою партії.
У 2006 році Всеукраїнська партія духовності і патріотизму на чолі з Анатолієм Шевченко брала участь спільно з Партією захисту пенсіонерів, а також Всеукраїнської Чорнобильської Народної партією «За добробут та соціальний захист народу» на виборах до Верховної Ради України, створивши виборчий блок «Влада народу». З обігу VII з `їзду ВПДП до українського народу: 
| Ми сьогодні можемо відверто заявити, що Всеукраїнська партія духовності і патріотизму - єдина в Україні політична сила, життєдіяльні основними завданнями якої стали: об'єднання всього українського народу навколо ідеї миру, злагоди, зростання загальнонаціонального добробуту і толерантного ставлення до вибору кожного громадянина, втілення в життя національної ідеї, "Бог - Народ - Україна".[4] |

## Почесні звання гетьмана УРК
- Почесний громадянин села Кульчиці Львівської області;
- Почесний громадянин міста Лубни Полтавської області;
- Почесний громадянин села Руди Львівської області.
- У 2004 році постановою Президії Національної академії наук України Анатолію Шевченку присуджено премію імені С. О. Лебедєва за видатні досягнення у створенні засобів інформатики та обчислювальної техніки.
- За відродження духовності, патріотизму, позитивний досвід у справі поліпшення відносин між Україною і США в галузі науки, освіти, культури, бізнесу, Анатолію Шевченку в 2007 році в конгресі штату Оклахома була вручена офіційна Грамота почесного гостя США.
- У 2007 році Президія Національної академії наук України присвоїла Анатолію Шевченку звання «Винахідник 2007 року» з врученням свідоцтва за високі показники в винахідницькій та патентно-ліцензійній роботі.

## Книга «Христос»
Монографія Шевченко А. І. «Христос» рекомендована кафедрою релігієзнавства філософського факультету Київського національного університету імені Тараса Шевченка як навчальний посібник у вищих навчальних закладах. Передано для використання у навчанні студентів Харківської духовної семінарії.

## Нагороди

### Державні нагороди
- 1999 рік — орден «За заслуги» ІІІ ступеня;
- 2008 рік — орден «За заслуги» ІІ ступеня;
- Нагороджений відомчими орденами і медалями КДБ СРСР і СБ України.

### Церковні нагороди
- 2005 рік — орден Преподобного Нестора Літописця.[5]
- 2006 рік — орден Агапія Печерського.[5]

### Громадські нагороди
- 2007 рік — орден «Рубіновий хрест» за благодійність;
- 2006 рік — лауреат Літературної премії імені гетьмана Мазепи.[6]

## Значимі наукові праці
- Шевченко А. І. Військові перевезення в рамках співробітництва Україна — Європейський Союз // Залізн. трансп. України. — 2006. — N 4.
- Шевченко А. І. З історії служби військових сполучень. // Залізн. трансп. України. — 2004.
- Шевченко А. И. Мікророботи проти підводних човнів. // Математичні машини і системи. — 2002. — № 2.
- Шевченко А. І. Христос. — К.: «Наука і освіта». — 2004.
- Шевченко А. І. Основи християнства. Шлях до істини. — ІПШІ.: «Наука і освіта». — 2004.
- Шевченко А. І. Християнство — історична закономірність. — Донецьк: Изд-во ДонДІШІ, 1998.
- Шевченко А. І. Актуальні проблеми теорії штучного інтелекту: Моногр. — К.: Наука і освіта, 2003.
- Шевченко А. І. Пізнання істини починається з віри. // Праці III наук.-пр. конф. «Наука. Релігію. Суспільство». — Донецьк, 1998.
- Шевченко А. И. Любов, злагода і толерантність — шлях істинний, визначений в «Вічних книгах». // Праці V наук.-пр. конф. «Наука. Релігія. Суспільство».  — Донецьк, 1999.